# Drepanis pacifica
Il mamo delle Hawaii (Drepanis pacifica Gmelin, 1788) era un uccello passeriforme fringillide della famiglia dei Fringillidi.

## Descrizione
- Video di esemplare impagliato.

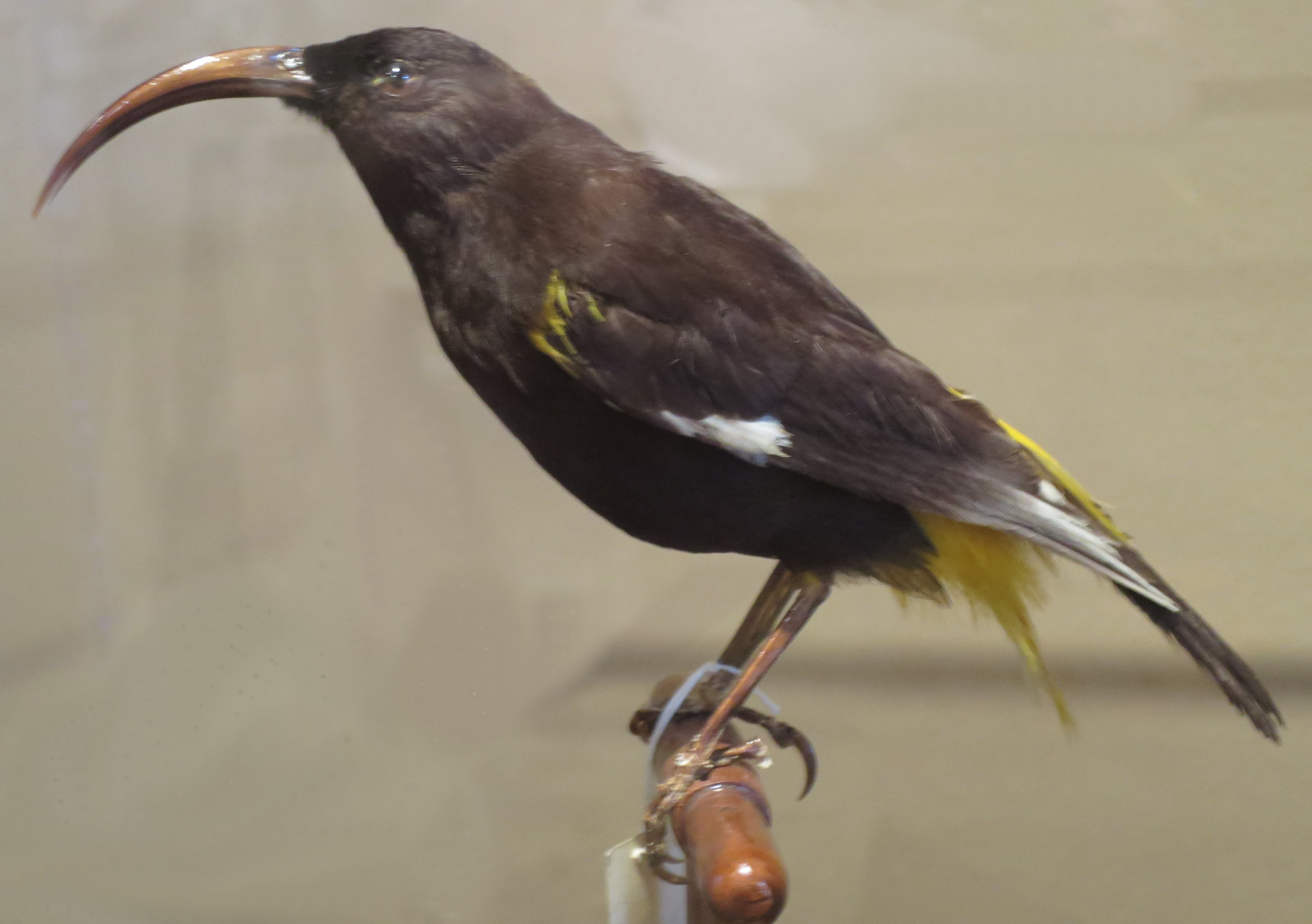
Esemplare impagliato al Museo Berenice Pauhai Bishop di Honolulu.

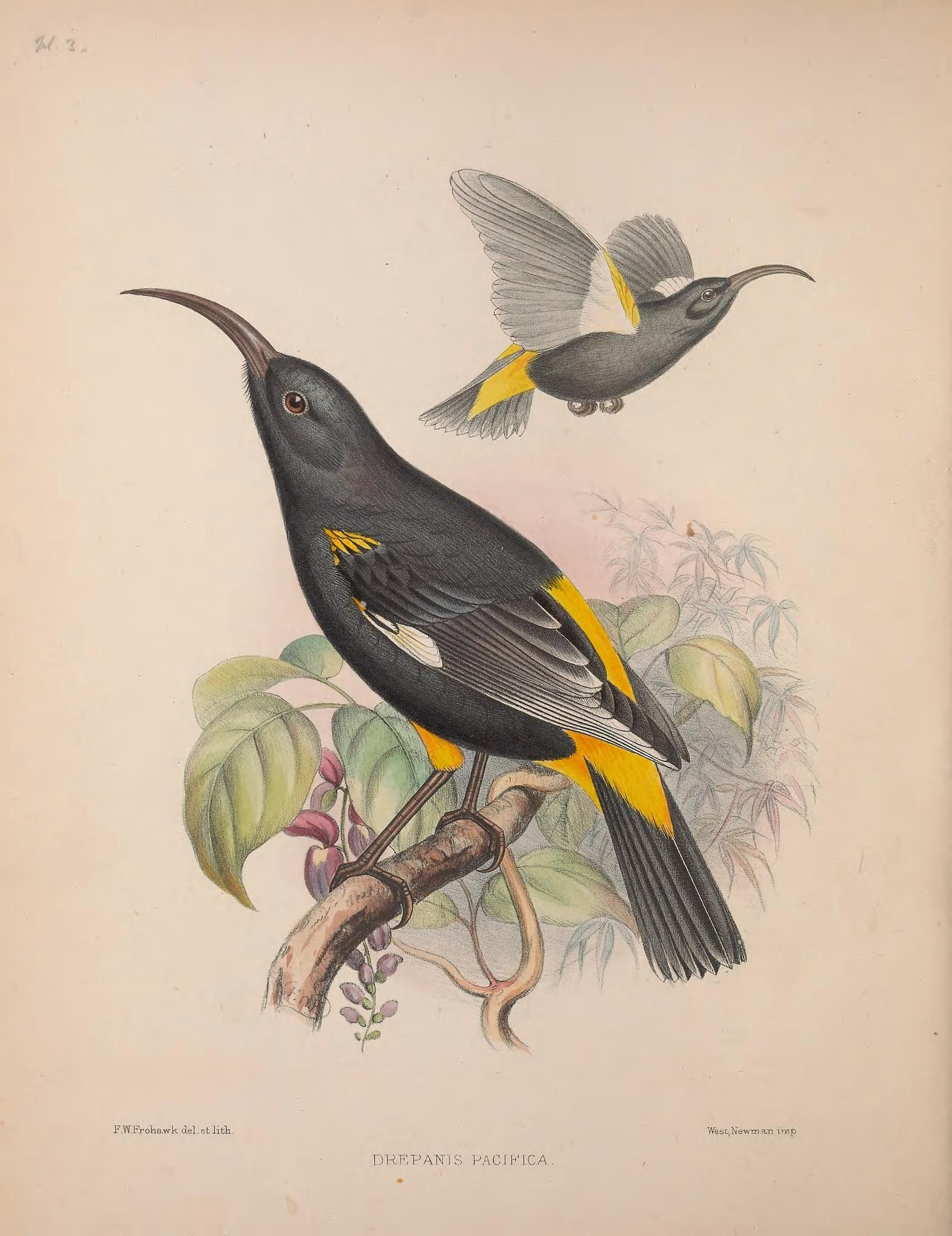
Due esemplari in un'illustrazione.

### Dimensioni
Misurava fino a 23 cm di lunghezza, dei quali circa 7 spettavano al lungo becco ricurvo.

### Aspetto
Il piumaggio era nero su quasi tutto il corpo, eccezion fatta per remiganti, basso ventre, sottocoda e codione, che erano di colore giallo: alcune penne gialle potevano essere presenti anche alla base del becco, mentre la prima remigante esterna delle ali tendeva ad essere bianca. Gli occhi erano neri, così come dello stesso colore erano il becco (più chiaro alla base) e le zampe.

## Biologia
Si trattava di animali dalle abitudini diurne, che si muovevano perlopiù da soli o in coppie, spostandosi perlopiù sulla canopia ed emettendo richiami flautati.

### Alimentazione
Il mamo di Hawaii era prevalentemente nettarivoro: il lungo becco ricurvo veniva infilato all'interno della corolla dei fiori, il cui nettare veniva sorbito mediante la lunga lingua setolosa. In particolare, la forma del becco di questi uccelli combaciava perfettamente con quella della corolla di molte lobelie endemiche, del nettare delle quali verosimilmente il mamo si nutriva. Oltre al nettare, probabilmente questi uccelli integravano la propria dieta con piccoli insetti assunti sporadicamente, similmente a quanto osservabile negli affini iiwi.

### Riproduzione
La riproduzione di questi uccelli non è mai stata osservata: si ritiene, tuttavia, che essa non differisse significativamente per modalità e tempistica da quella di tutti gli altri drepanidini. Probabilmente gli esemplari giovani di mamo di Hawaii mostravano piumaggio di color marrone.

## Distribuzione e habitat
Il mamo di Hawaii, come intuibile dal nome comune, era endemico dell'isola di Hawaii, dove popolava i boschi nativi a media altezza.

## Nella cultura hawaiiana

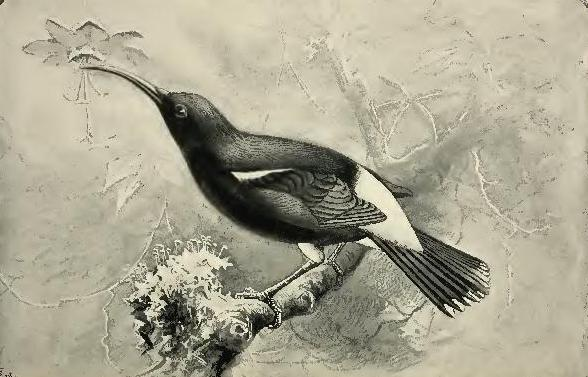
Il mamo di Hawaii in un'illustrazione di Charles Dixon.

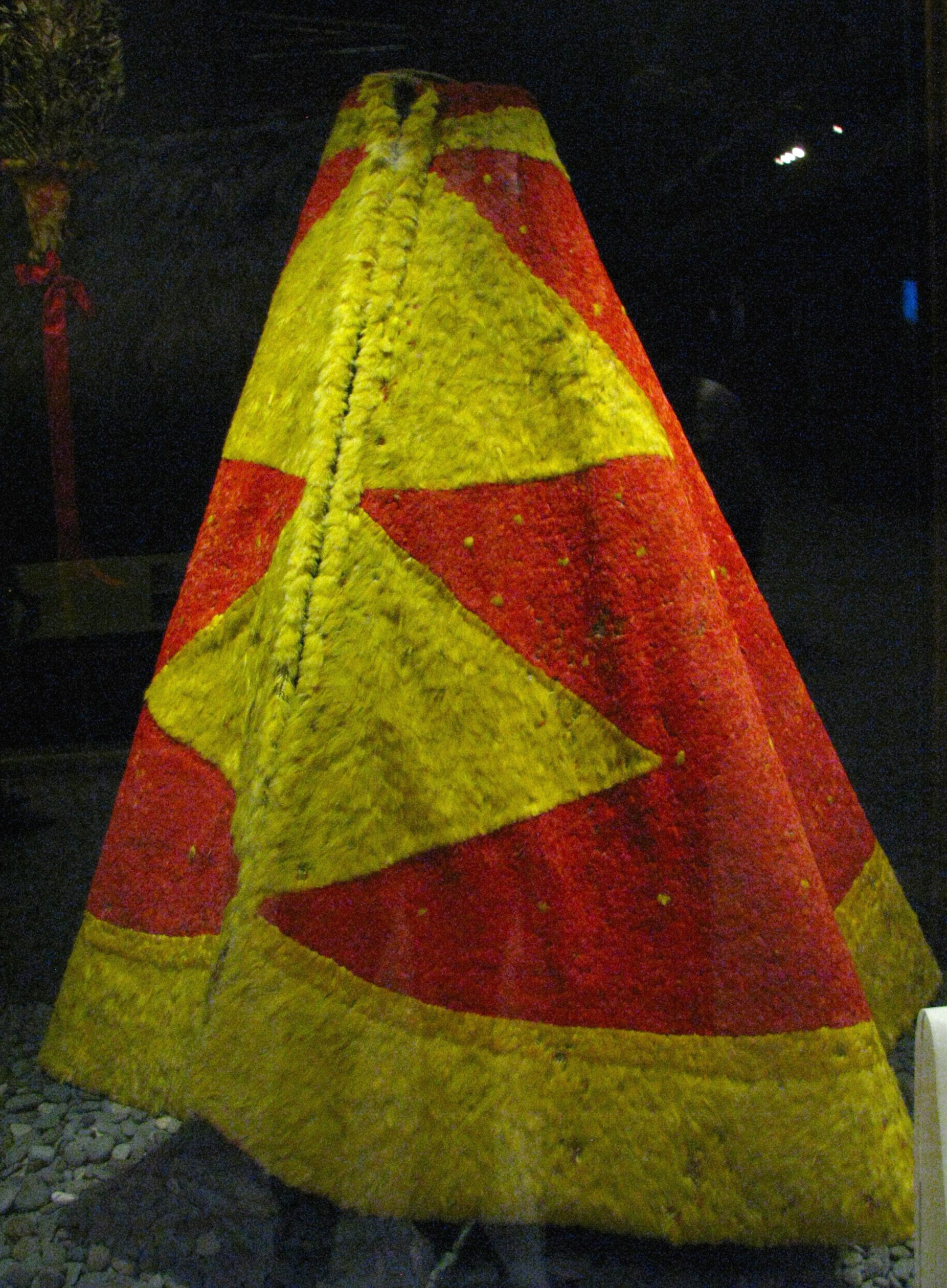
Mantello tradizionale hawaiiano con piume di iiwi e apapane (rosse) e oo e mamo (in giallo).

Per secoli, i mamo sono stati catturati dai nativi hawaiiani per raccoglierne le penne gialle, che venivano utilizzate per ornare gli ʻahu ʻula (mantelli) e i maihole (elmi) tradizionali: a differenza di altri uccelli le cui piume venivano utilizzate a tale scopo, tuttavia, il mamo di Hawaii godeva di una maggiore sacralità, e solo i membri della famiglia reale erano autorizzati a vestirne le piume. Per catturare questi uccelli, i nativi impiastricciavano i rami nei pressi dei fiori di lobelia con la linfa di sandalo o albero del pane, per poi raccogliere gli uccelli che vi rimanevano invischiati mentre si recavano ai fiori per nutrirsi: sebbene si ritenga che la spiumatura difficilmente avrebbe potuto essere fatale per questi uccelli (considerando che venivano loro strappate le penne di una zona piuttosto ristretta), non è ancora chiaro se i momo spiumati venissero mangiati, tenuti come animali domestici oppure se su di essi vigesse un kapu che ne imponesse l'uccisione o il rilascio. Si ritiene solo che per completare il famoso mantello giallo del re Kamehameha I, fabbricato durante il regno di otto sovrani, vennero impiegate le penne di ben 80.000 esemplari di mamo.
Con l'arrivo degli europei sulle isole, il fragile equilibrio fra il mamo e l'uomo si alterò irrimediabilmente: le foreste vennero quasi completamente rase al suolo per far spazio alle coltivazioni, vennero introdotte specie invasive che danneggiarono le poche aree di foresta nativa rimasta intatta e giunsero nuove malattie (come il vaiolo aviario e la malaria aviaria), alle quali tutti i drepanidini hawaiiani si dimostrarono estremamente vulnerabili.

Questo mix di fattori fece sì che nel giro di meno di un secolo il mamo di Hawaii divenisse sempre più raro: l'ultimo avvistamento accertato di questi uccelli fu di due esemplari (di cui uno venne ucciso dall'osservatore) osservati nella porzione orientale dell'isola di Hawaii nel 1898.